# Кирикеево
Кирике́ево  (баш. Кәркәй - от названия местности Кәркәй (кәркә, керәкә (болото) ) — деревня в Белокатайском районе Республики Башкортостан Российской Федерации. Входит в состав Белянковского сельсовета.

## География

### Географическое положение
Расстояние до:
- районного центра (Новобелокатай): 58 км,
- центра сельсовета (Белянка): 4 км,
- ближайшей ж/д станции (Нязепетровская): 31 км

## Население
| 2002 | 2009 | 2010 |
| ---- | ---- | ---- |
| 316  | ↗338 | ↘310 |

Согласно переписи 2002 года, преобладающая национальность — башкиры (97 %).